# Carosello Reloaded
Carosello Reloaded è stato un programma televisivo italiano pubblicitario in onda su Rai 1 dal 2013 al 2014 alle 21.10 con variazioni nel periodo estivo e in caso di eventi sportivi. La prima edizione è andata in onda dal 6 maggio al 13 luglio 2013, mentre la seconda dal 29 settembre al 22 dicembre 2013. Il terzo ciclo è andato in onda dal 23 marzo al 25 maggio e dal 30 settembre al 14 dicembre 2014, con un nuovo format. È stato curato dalla concessionaria pubblicitaria del servizio pubblico radiotelevisivo, Rai Pubblicità (ex Sipra).

## Format
La decisione della Rai di proporre un simile programma ha scaturito, stando a quanto riferito dall'azienda, dalla volontà di "rilanciare, stimolare, rigenerare la voglia di fare la pubblicità", consentendo alle agenzie pubblicitarie, in crisi di creatività, di esprimersi in spazi più ampi dei tradizionali spot, ma diversi dalle mere televendite, proponendo prodotti audiovisivi che facciano anche intrattenimento e possano riaccendere l'interesse dei telespettatori nei confronti della pubblicità, rinsaldando di riflesso il legame dei consumatori con i brand committenti.
Carosello Reloaded, inoltre, si proponeva come erede diretto dello storico contenitore pubblicitario Rai, Carosello (soppresso nel 1977), potendo però beneficiare, a differenza di quest'ultimo, della multimedialità: è stato infatti trasmesso non solo in televisione, ma anche via Internet, in 510 sale cinematografiche italiane e sulla radio.
Rispetto al suo "antenato", la durata massima di questo programma era ridotta (210 secondi) e conteneva tre spot pubblicitari da 70 secondi l'uno (quattro spot la prima sera). Tali spot sono stati prodotti in totale autonomia dagli inserzionisti, con un contributo da parte di Rai Pubblicità. La storica sigla di Carosello è stata mantenuta, riarrangiata con un arrangiamento simile all'originale e rivisitata con una nuova videografica. La stessa sigla è stata riarrangiata in chiave rock e piano dal 2014.
Le aziende che hanno acquistato spazi nel programma pubblicitario sono state: Ferrero, Eni, Wind Telecomunicazioni, Conad, Unilever, Procter & Gamble, Sanpellegrino, Acqua Lete, Sofiass, BMW, Regione Marche, Grana Padano, UniCredit, Chateau d'Ax e Sky Italia. La suddetta vendita ha fruttato a Rai Pubblicità ben 10 milioni di euro in soli 2 mesi di programmazione.
Il terzo ciclo e quarto ciclo, andati in onda nel 2014, dal 23 marzo al 25 maggio e dal 30 settembre al 14 dicembre, ha cambiato totalmente rispetto ai primi due e presentava all'interno di ogni puntata una sit-com di produzione francese intitolata Genitori - Istruzioni per l'uso intervallata da spot pubblicitari della durata canonica di 15-30 secondi .